# Jennie Jerome
Jeanette Jerome, Lady Randolph Churchill (Brooklyn, 9 gennaio 1854 – Londra, 9 giugno 1921), è stata una socialite statunitense, moglie di Lord Randolph Churchill e madre del Primo ministro britannico Winston Churchill.

## Biografia

### Infanzia e giovinezza

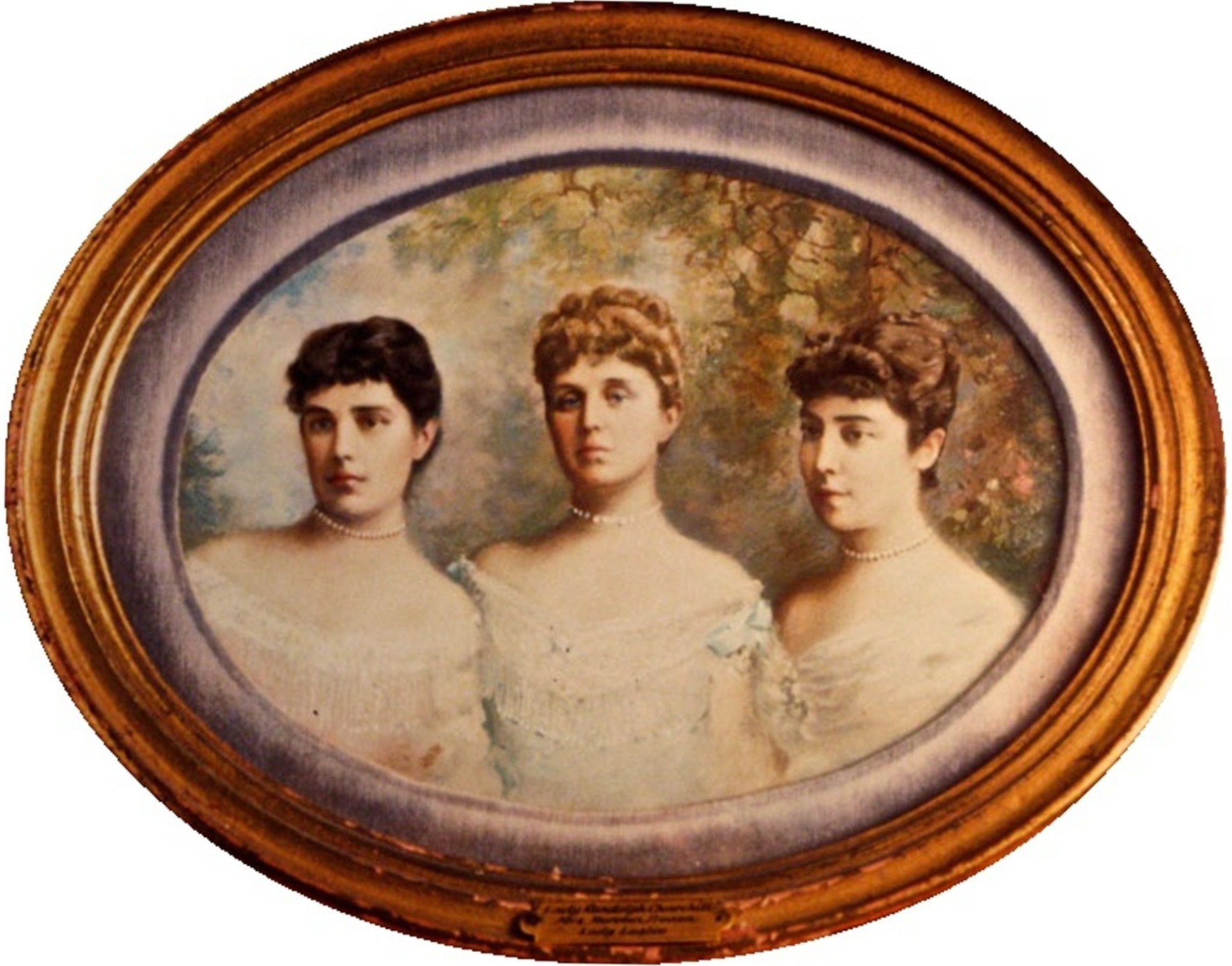
Le sorelle Jerome: Jennie, Clara e Leonie

Jennie Jerome nacque a Cobble Hill, un sobborgo di Brooklyn, New York, seconda delle tre figlie del finanziere, sportivo, e speculatore Leonard Jerome e di sua moglie Clarissa (conosciuta come Clara), figlia di Ambrose Hall, proprietario terriero e membro dell'Assemblea dello Stato di New York. Fu allevata a Brooklyn e New York. Aveva due sorelle, Clarita (anche nota come Clara) e Leonie. Leonard Jerome si diceva fosse anche il padre della cantante lirica americana Minnie Hauk.
Una leggenda infondata vuole che Leonard Jerome, appassionato melomane, chiamò la sua secondogenita in onore del soprano svedese Jenny Lind.

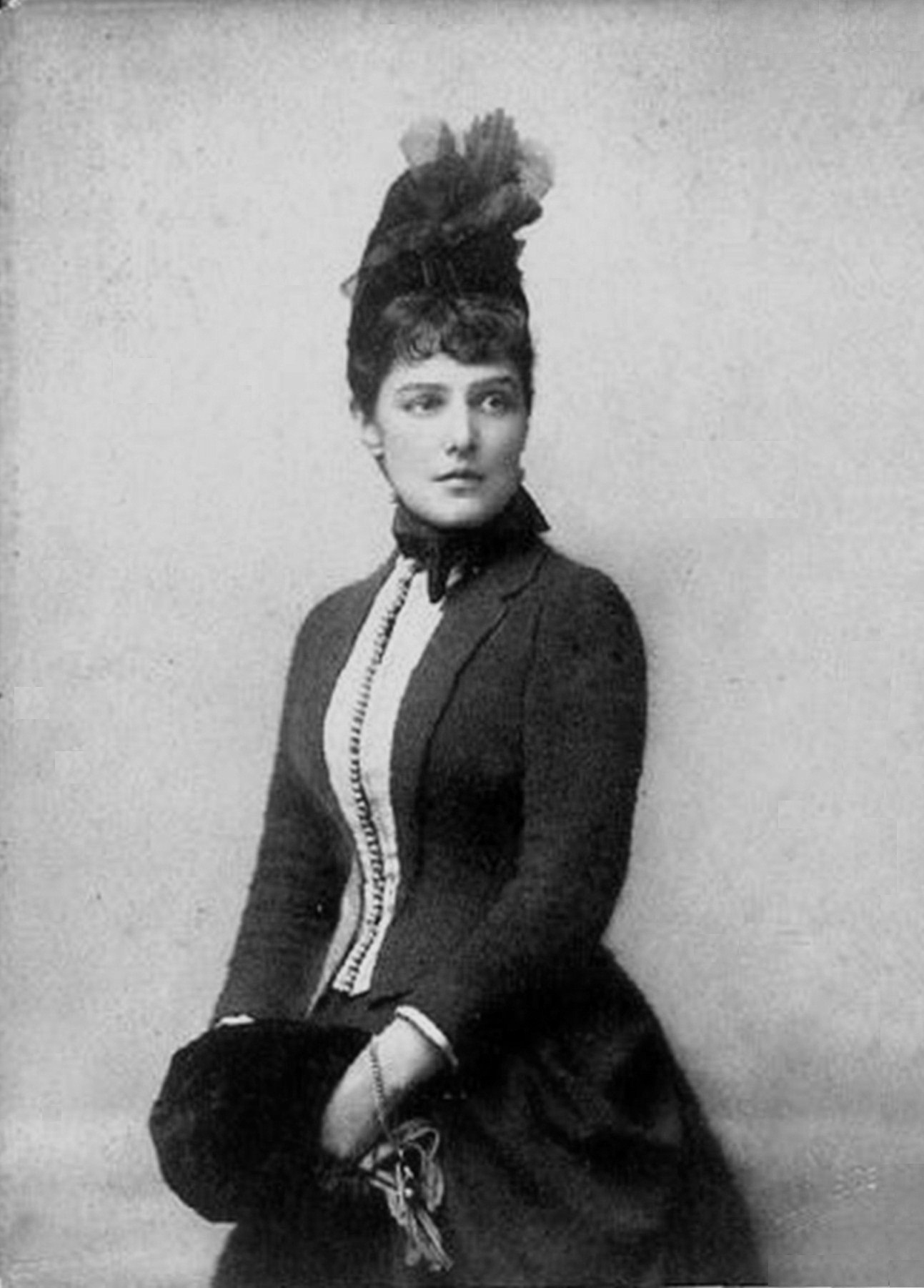
Jennie Jerome fotografata in giovane età

Jennie era considerata molto affascinante, tanto che un suo ammiratore, Lord d'Abernon, disse che c'era "più della pantera che della donna nel suo sguardo". La giovane lavorò anche come editrice di una rivista. Secondo alcune fonti non confermate , aveva tatuato un serpente attorcigliato intorno al polso, che nascondeva con un braccialetto all'occorenza . Tatuaggi di questo genere erano in voga all'epoca, la Marchesa di Londonderry ne aveva uno simile tatuato su una gamba, ciononostante non ci sono prove veritiere riguardo a quello di Jennie, addirittura lo storico sir Martin Gilbert (biografo ufficiale di Winston Churchill) lo ritiene molto improbabile.
La tradizione della famiglia Hall insiste che Jennie aveva un bisnonno irochese. Moshe Kohn, in un articolo sul The Jerusalem Post del 15 gennaio 1993, affermò che il nome della famiglia Jerome era in origine Jacobson, e che l'origine etnica di Jennie era, infatti, ebraica, almeno dalla parte del padre. Tuttavia, non vi sono certezze; il nome della famiglia è sempre stato Jerome sin da quando la famiglia (nella persona di un immigrato ugonotto di nome Timothy Jerome) mise piede in America nel 1717 circa .
Si presume che sia Jennie che suo padre Leonard avessero interessi simili. Suo padre acquistò la Bathgate Mansion and Estate, sul confine esterno occidentale dell'Old Fordham Village, Westchester County (ora nel Bronx), e costruì la Jerome Park Racetrack sulla proprietà. Mentre viveva nella dimora, Jennie imparò a montare a cavallo e, come suo padre, cominciò a scommettere.

### Primo matrimonio e vita personale

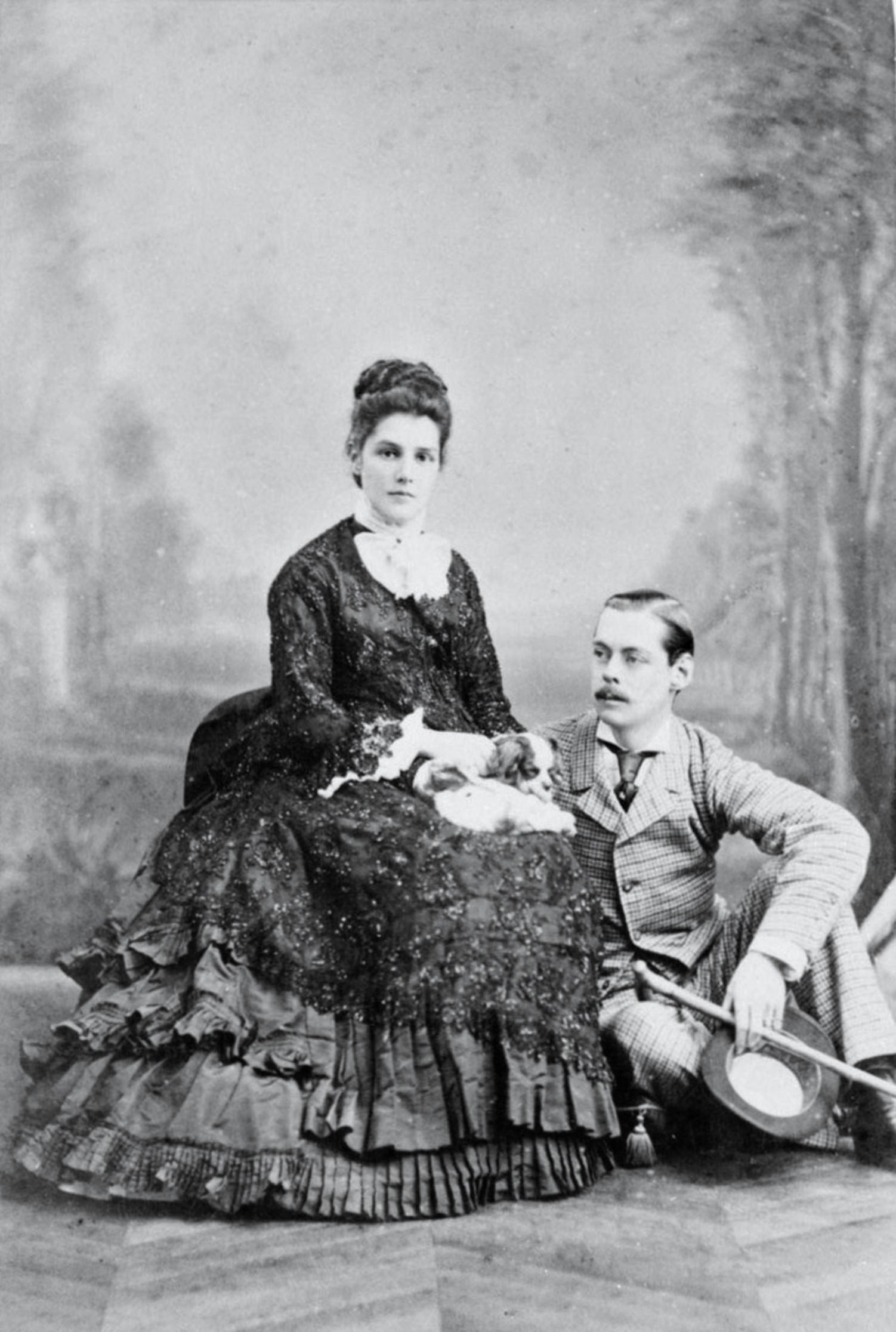
Lord Randolph Churchill e Jennie Jerome a Parigi nel 1874, di Georges Penabert

A lungo considerata una delle più belle donne del tempo, si sposò per la prima volta il 15 aprile 1874, all'Ambasciata Britannica a Parigi con lord Randolph Churchill, secongogenito di John Spencer-Churchill, VII duca di Marlborough e di lady Frances Anne Emily Vane. Da questo matrimonio, fu propriamente conosciuta come Lady Randolph Churchill.
I Churchill ebbero due figli maschi: Winston (1874–1965), nato meno di otto mesi dal matrimonio, e John (1880–1947). Le sorelle di Jennie erano convinte che il padre biologico del secondo fosse Evelyn "Star" Boscawen, VII visconte Falmouth. Lady Randolph ebbe numerosi amanti durante il suo matrimonio, incluso Karl Kinsky e re Edoardo VII del Regno Unito.

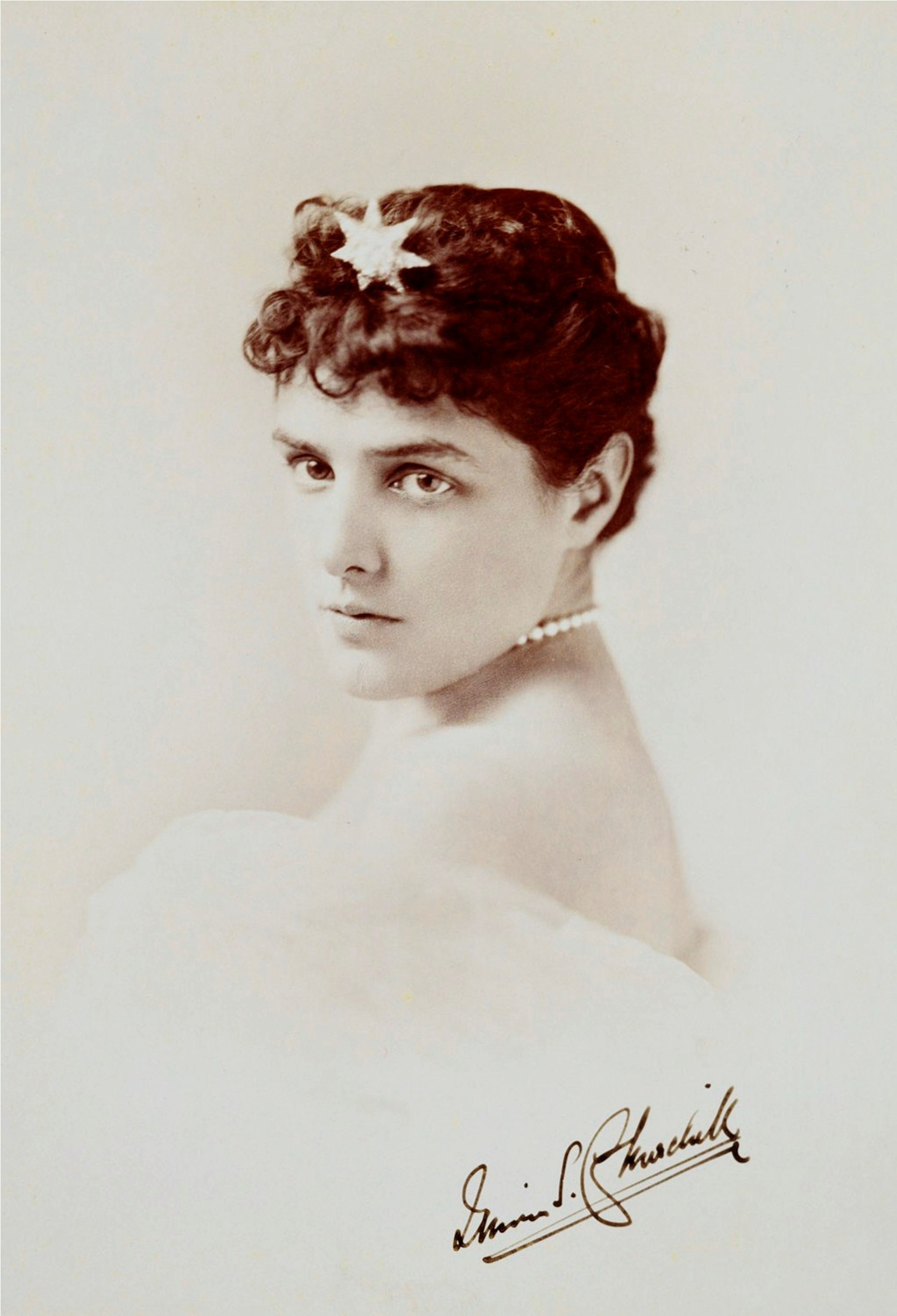
Lady Randolph fotografata nel 1880

Come era usanza del tempo, Lady Randolph svolse un ruolo limitato nell'educazione dei suoi figli, contando in gran parte sulle bambinaie, come l'amata signora (Elizabeth) Everest di Winston. Winston adorava completamente sua madre, scrivendole numerose lettere durante i tempi della scuola, pregandola di fargli visita, cosa che raramente faceva. Tuttavia, dopo che divenne adulto, i due divennero buoni amici e forti alleati, al punto che Winston la considerava quasi come un mentore politico, più come una sorella che come madre.

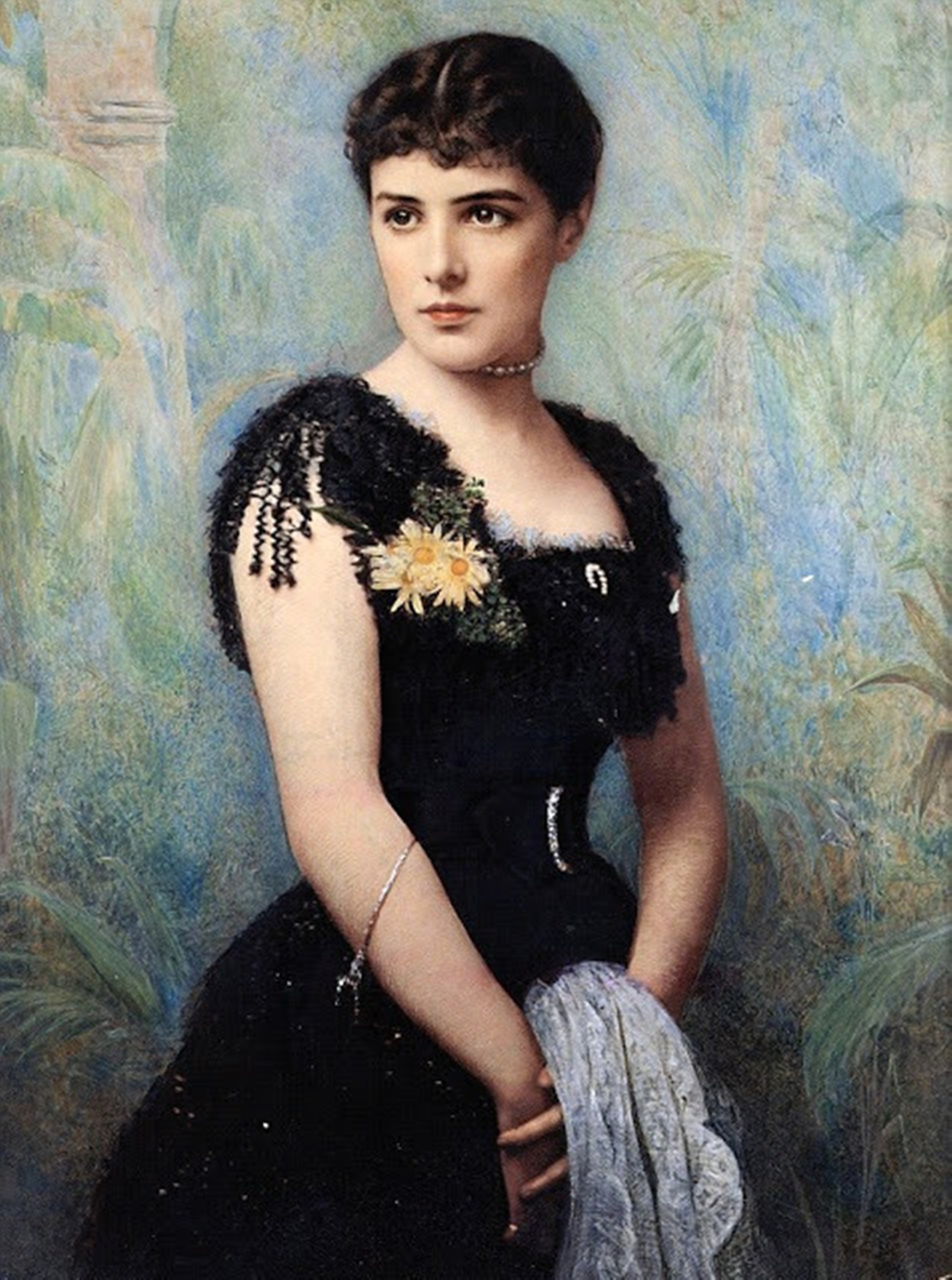
Ritratto di Lady Jennie Churchill

Grazie alla sua personalità forte, Jennie fu molto rispettata e influente nei massimi circoli sociali e politici britannici. Era considerata intelligente, spiritosa e sembra ridesse vivacemente. Si diceva che la regina Alessandra apprezzasse in particolar modo la sua compagnia, nonostante il fatto che Jennie fosse stata coinvolta in una relazione con suo marito, Edoardo VII, fatto che era ben noto ad Alessandra. Attraverso i contatti della sua famiglia e le sue romantiche relazioni extraconiugali, Jennie contribuì notevolmente all'ascesa di Lord Randolph, così come a quella di suo figlio Winston.
Nel 1909 quando l'impresario americano Charles Frohman diventò amministratore unico del The Globe Theatre, la prima produzione fu His Borrowed Plumes scritta da Lady Randolph Churchill.

### Secondo matrimonio

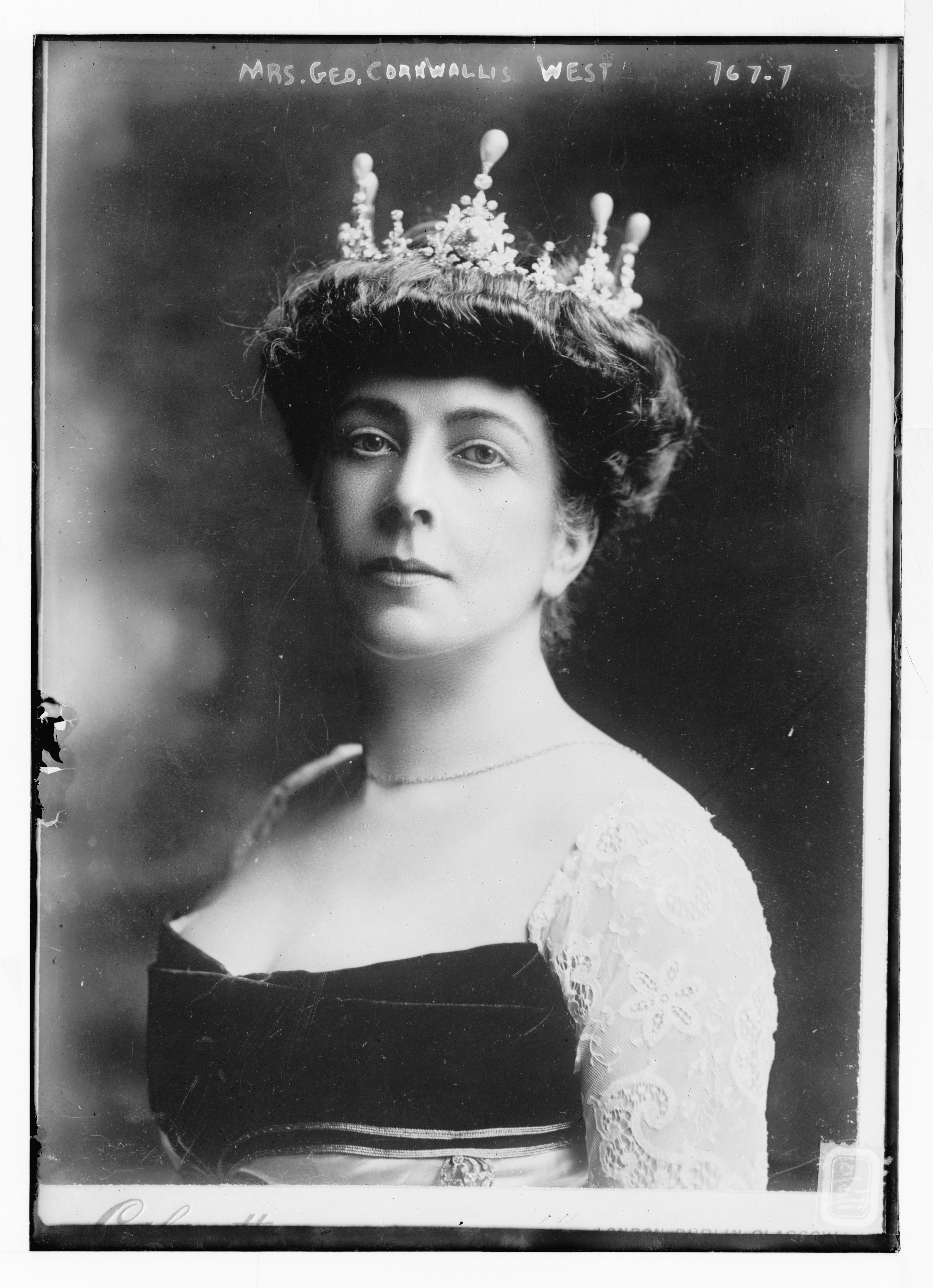
Jennie, mrs. Cornwallis-West, in una fotografia d'epoca

Lord Randolph morì nel 1895 all'età di 45 anni. Il 28 luglio 1900, Jennie si sposò con George Cornwallis-West (1874-1951), un capitano delle Guardie Scozzesi che aveva la stessa età del figlio maggiore Winston. In questo periodo divenne celebre per il noleggio di una nave ospedale per curare i feriti della guerra anglo-boera e nel 1908 scrisse The Reminiscences of Lady Randolph Churchill. 
Si separò dal suo secondo marito nel 1912, e furono divorziati nell'aprile 1914, dopodiché Cornwallis-West sposò la famosa attrice Mrs. Patrick Campbell. Jennie in seguito abbandonò il cognome di Cornwallis-West e riassunse, per deed poll (atto unilaterale con cui si cambia nome), il nome di Lady Randolph Churchill.

### Terzo matrimonio

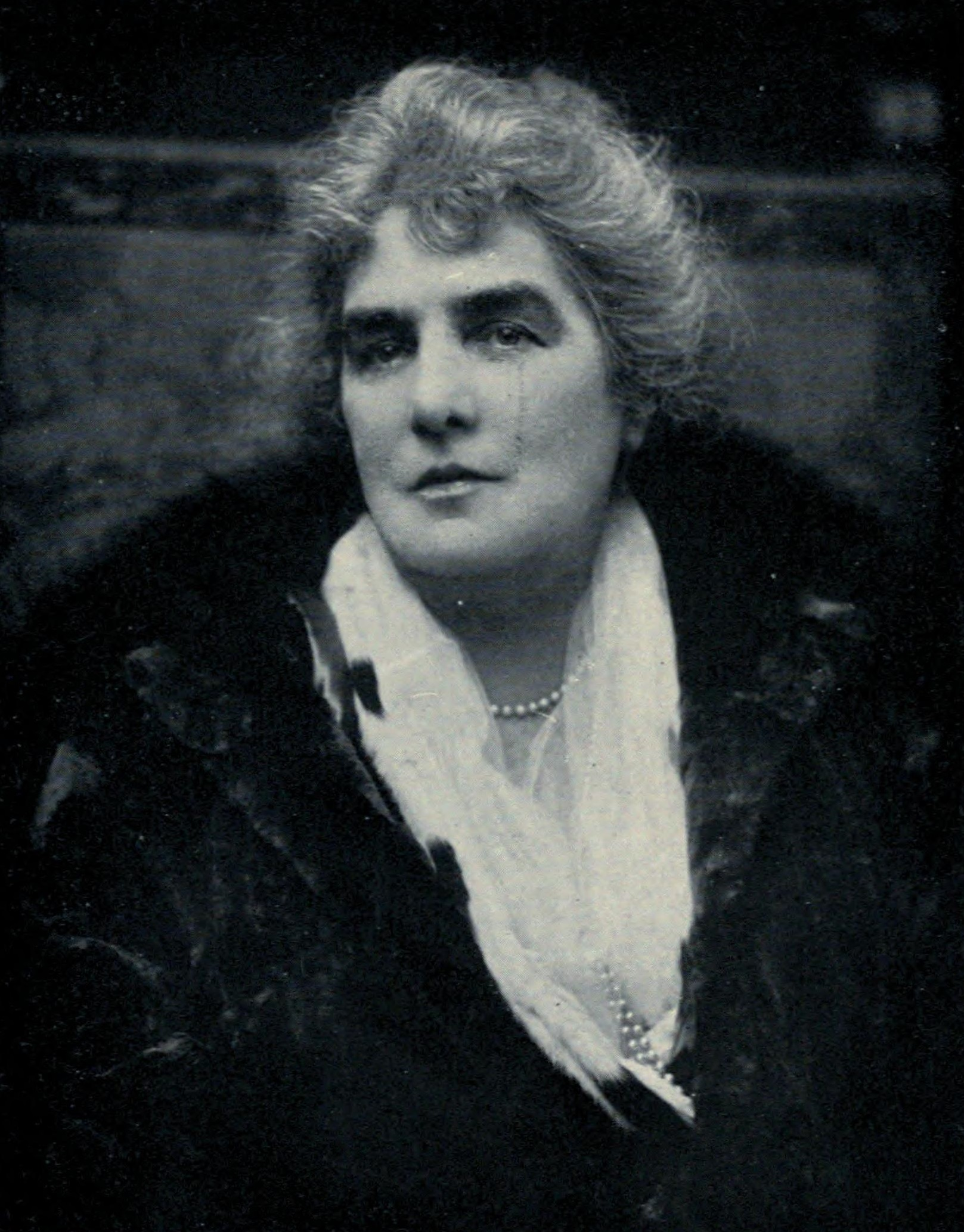
Jeanette Phippen Porch nel 1920 circa

Il suo terzo matrimonio, celebrato il 1º giugno 1918, fu con Montague Phippen Porch (1877-1964) un membro del Servizio Civile Britannico in Nigeria che era di tre anni più giovane di Winston. Alla fine della prima guerra mondiale, Porch si dimise dal servizio coloniale e, nel 1921, tornò in Africa per cercare fortuna.

### Morte

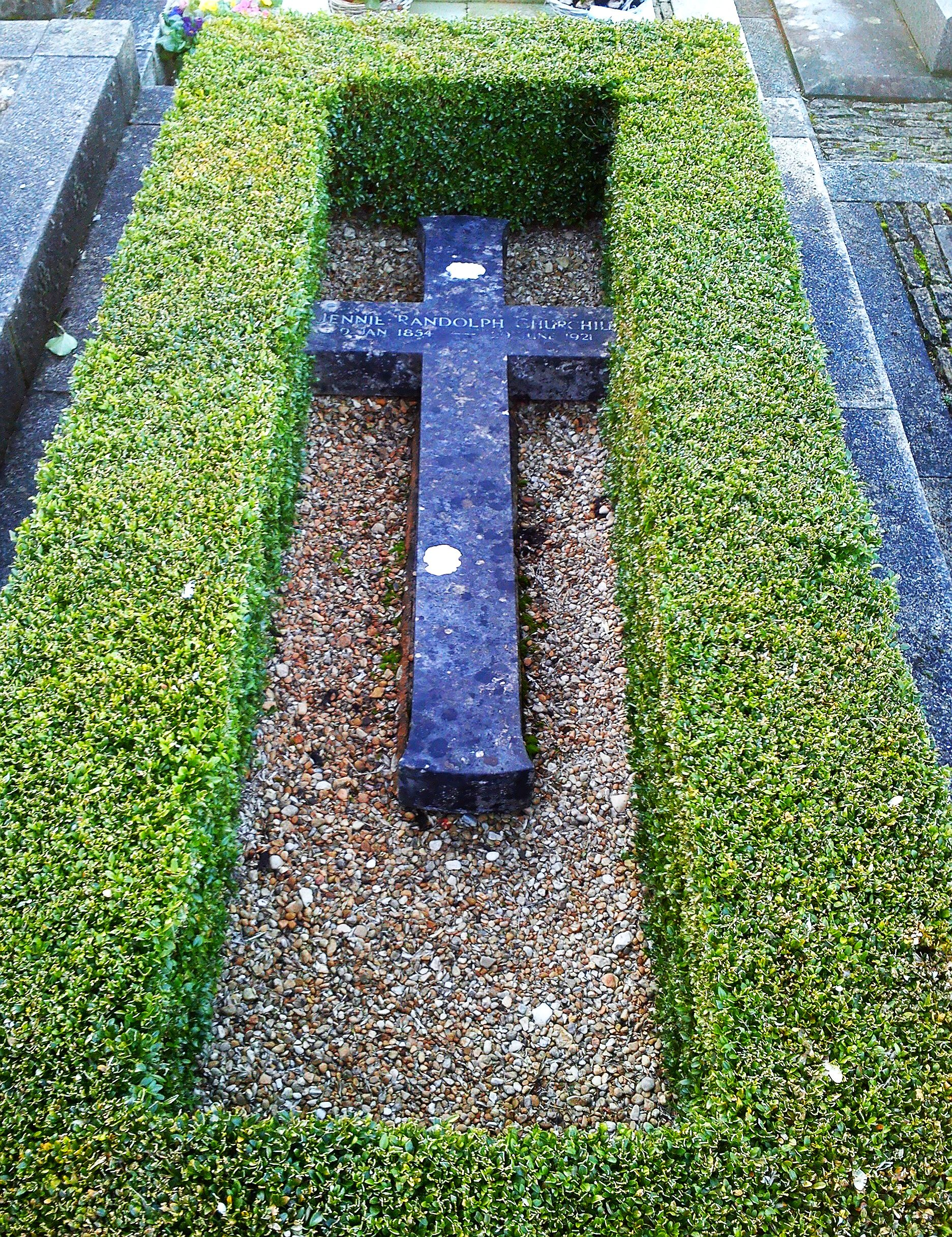
La tomba di Lady Jennie nel cimitero della St Martin's Church a Bladon

Nel 1921, mentre Montague Porch era in Africa, Jennie, che aveva 67 anni, scivolò mentre scendeva le scale a casa di un amico mentre indossava delle scarpe con tacco alto, rompendosi così la caviglia. Si sviluppò la gangrena, e la sua gamba sinistra fu amputata sopra al ginocchio; poco tempo dopo morì nella sua casa di Londra per una emorragia all'arteria della coscia successiva all'amputazione.
Fu sepolta nel cimitero della famiglia Churchill alla St Martin's Church a Bladon, nell'Oxfordshire accanto al suo primo marito.
Nel 1926, Montague Porch sposò donna Giulia Patrizi (m.1938), che era figlia del Marchese Patrizi della Rocca.

## Discendenza
Dal matrimonio tra Lord Randolph Churchill e Jennie Jerome nacquero:
- Winston Leonard Spencer-Churchill (30 novembre 1874-24 gennaio 1965), futuro primo ministro britannico durante la seconda guerra mondiale;
- John Strange "Jack" Spencer-Churchill (4 febbraio 1880-23 febbraio 1947).

## Nella cultura di massa
- Secondo la leggenda, Jennie Churchill fu responsabile dell'invenzione del cocktail Manhattan. Avrebbe commissionato ad una barista un drink speciale per festeggiare l'elezione di Samuel J. Tilden al governatorato nel 1874. Tuttavia, era in Europa, al momento delle elezioni del 1874, in procinto di dare alla luce suo figlio Winston verso la fine del mese.

- Jennie Churchill è stata interpretata da Lee Remick nella serie televisiva britannica Jennie, Lady Randolph Churchill (1974) e da Anne Bancroft nel film Gli anni dell'avventura (1972).

- Jennie Churchill fu una delle ispirazioni per i giovani americani socio-climbing interpretata da Edith Wharton nel suo ultimo romanzo incompiuto Bucaniere (1938). Il personaggio di Lizzy Elmsworth nel romanzo ha delle somiglianze con Jennie Churchill in apparenza, sfondo e carattere.